# Lista de autores portugueses que entram em domínio público em 2022
Quando o direito autoral de uma obra expira, ela entra em domínio público.
Em Portugal, uma obra entra em domínio público 70 anos após a morte do autor.
Segue-se uma lista de autores Portugueses cujas obras entram em domínio público em 2022.
| Nome                                              | Data de Nascimento | Data de Morte | Item no Wikidata                                              |
| ------------------------------------------------- | ------------------ | ------------- | ------------------------------------------------------------- |
| Luna de Oliveira                                  | 1-1-1888           | 1-1-1951      | Luna de Oliveira (Q106159813)                                 |
| Urbano de Mendonça Dias                           | 28-6-1878          | 14-2-1951     | Urbano de Mendonça Dias (Q10388230)                           |
| João Pereira Bastos                               | 1-1-1865           | 1-1-1951      | João Pereira Bastos (Q110137238)                              |
| Agostinho Caetano Correia Afonso                  | 16-6-1886          | 2-10-1951     | Agostinho Caetano Correia Afonso (Q109996842)                 |
| Tude Martins de Sousa                             | 17-1-1874          | 16-7-1951     | Tude Martins de Sousa (Q10385343)                             |
| Joaquim Alberto Pires de Lima                     | 7-3-1877           | 23-12-1951    | Joaquim Alberto Pires de Lima (Q10307053)                     |
| João José da Conceição Camoesas                   | 13-3-1887          | 12-11-1951    | João José da Conceição Camoesas (Q10311684)                   |
| António Barroso Pereira Vitorino                  | 13-3-1878          | 13-12-1951    | António Barroso Pereira Vitorino (Q26973683)                  |
| António Nunes                                     | 9-12-1917          | 14-5-1951     | António Nunes (Q110027043)                                    |
| Joaquim Augusto Pereira do Carmo da Câmara Manoel | 25-7-1907          | 27-10-1951    | Joaquim Augusto Pereira do Carmo da Câmara Manoel (Q10307084) |
| Óscar Carmona                                     | 24-11-1869         | 18-4-1951     | Óscar Carmona (Q314022)                                       |
| Estêvão Amarante                                  | 9-1-1894           | 6-12-1951     | Estêvão Amarante (Q25336889)                                  |